# تویو فوجیتا
تویو فوجیتا (انگلیسی: Toyo Fujita؛ ۱۶ ژوئیه ۱۸۹۳ – ۲۵ ژوئیه ۱۹۵۹ (سن ۶۶)) بازیگر بود.